# Шредінгер (кратер)

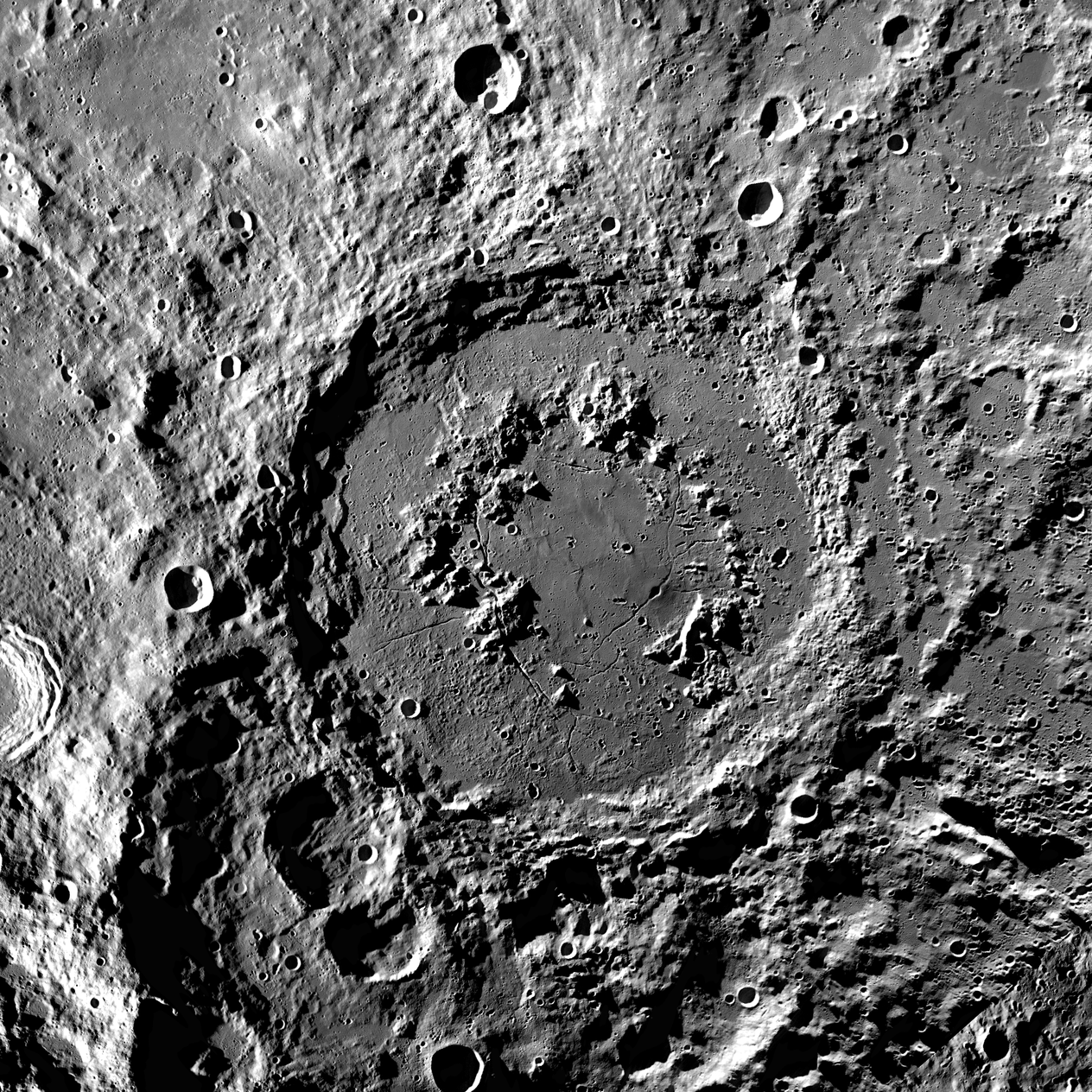
Кратер Шредінгер (мозаїка знімків LRO, ширина — 600 км)

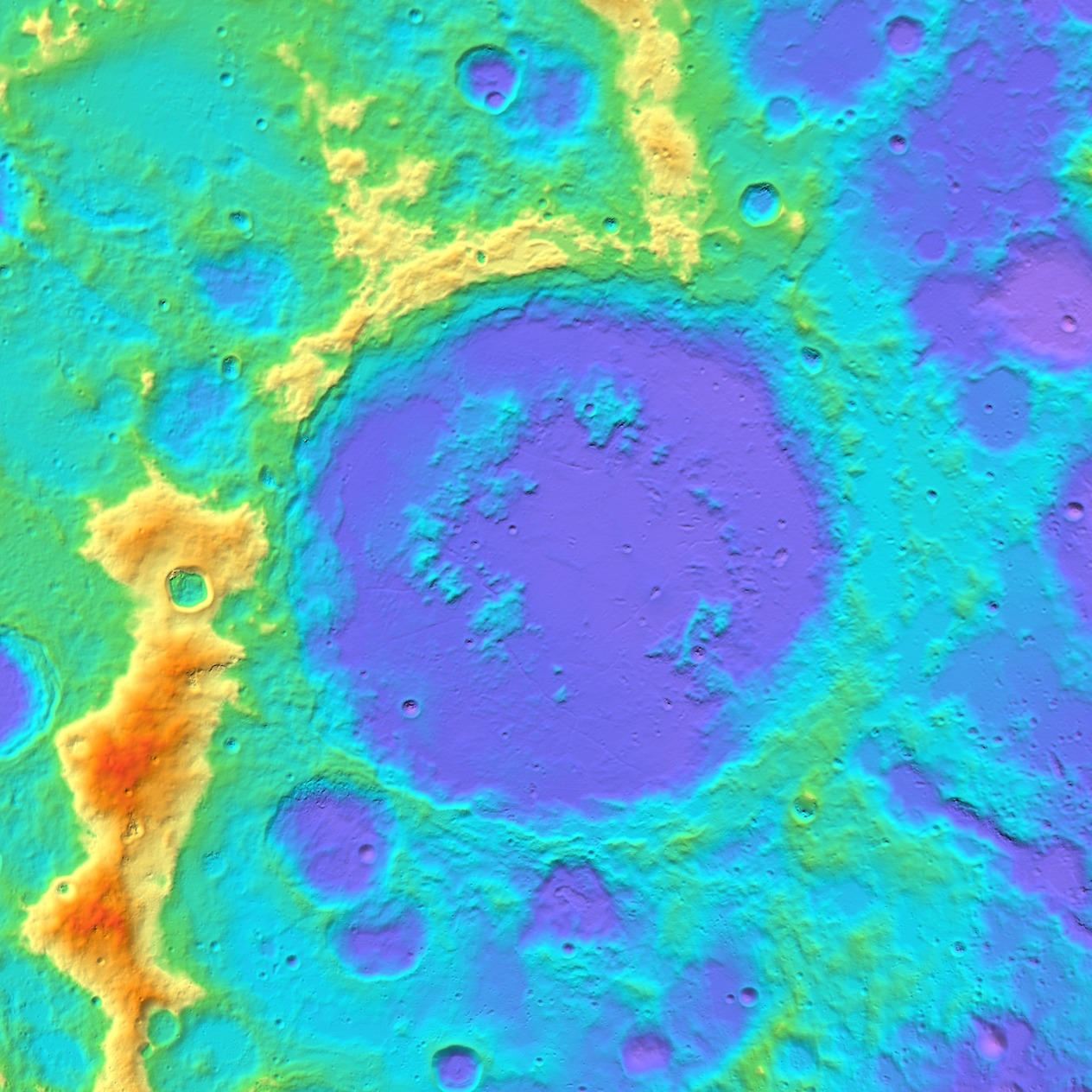
Карта висот цієї ж місцевості (червоне — височини, синє — низовини)

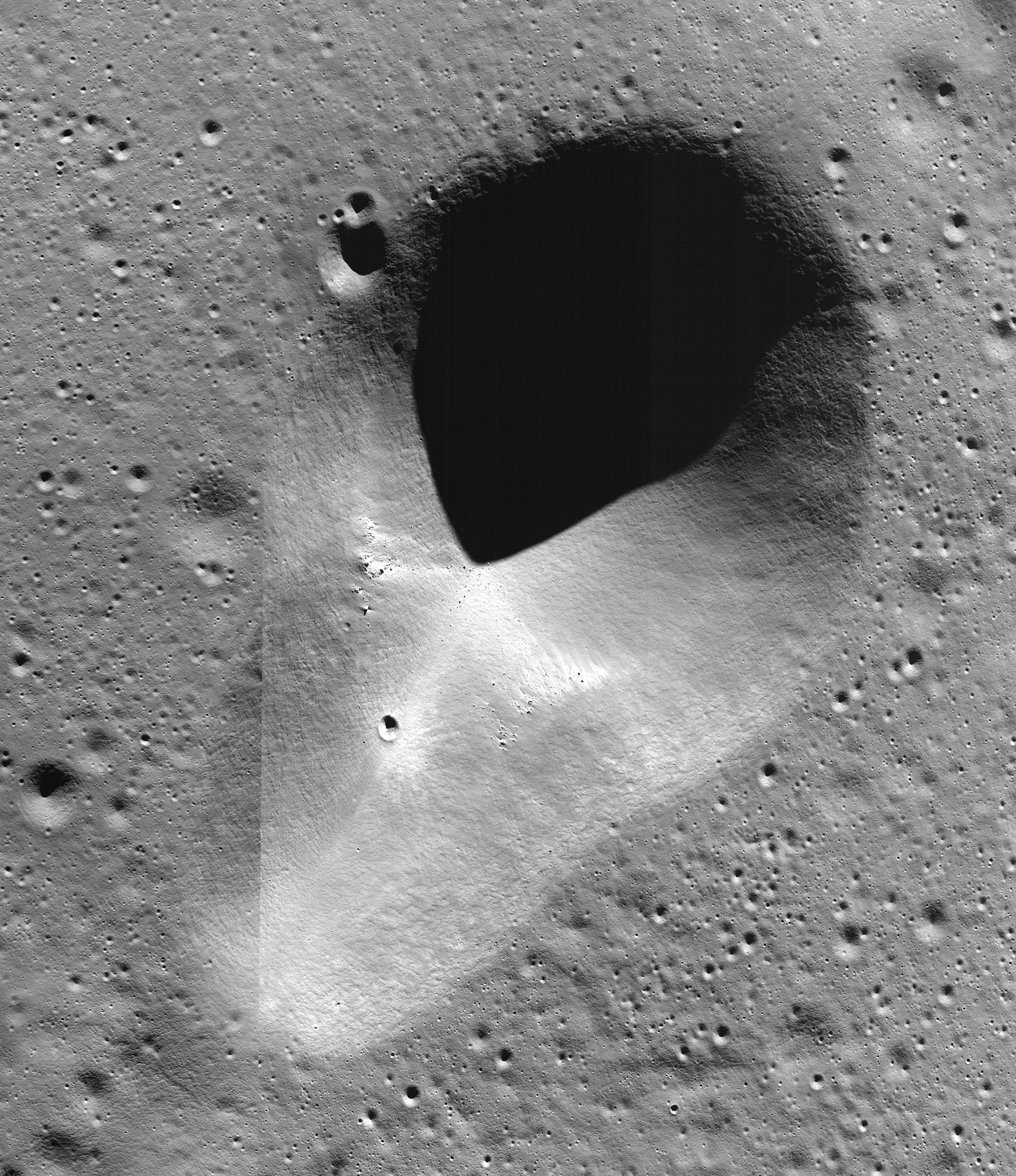
Маленький кратер Шредінгер G, що його інтерпретують як вулканічний. Мозаїка знімків LRO; висота — 10 км.

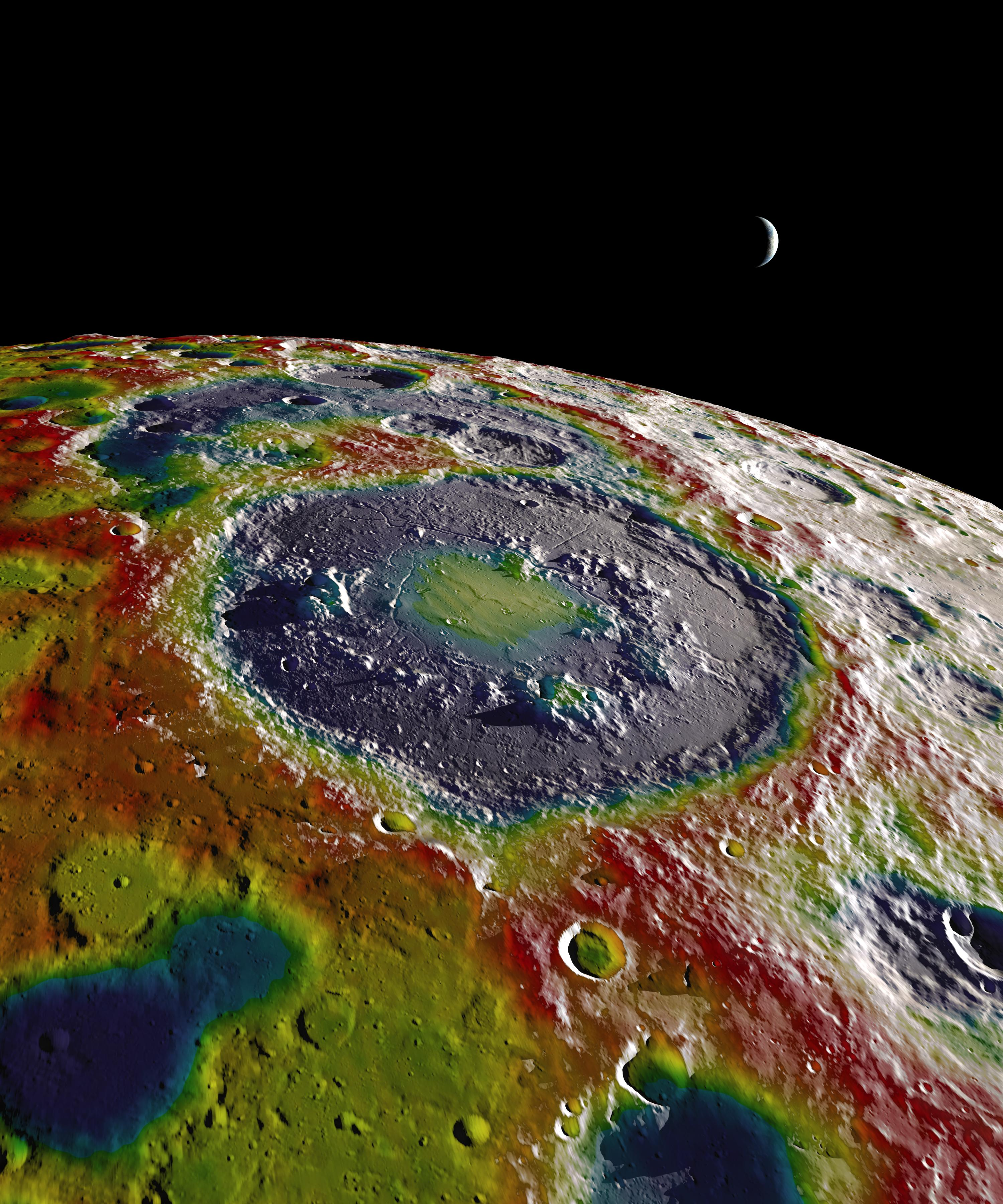
Кольором позначена величина сили тяжіння (червоне — велика, синє — мала). Шредінгер у центрі; погляд на південний захід. Складено за даними програми GRAIL.

Шредінгер (лат. Schrödinger) — великий кратер на Місяці. Розташований на зворотному боці в південній полярній області. Діаметр — 320 км, координати центру — 74°44′ пд. ш. 132°56′ сх. д. / 74.73° пд. ш. 132.93° сх. д. Названий на честь австрійського фізика, одного з творців квантової механіки Ервіна Шредінгера. Ця назва була затверджена Міжнародним астрономічним союзом у 1970 році.
Кратер примітний проявами недавньої вулканічної активності і є цікавим місцем для майбутніх польотів на Місяць. Він розташований на південному краю гігантського басейна Південний полюс — Ейткен і частково перекриває два сильно зруйновані кратери приблизно свого розміру (Амундсен — Гансвіндт та Сікорський — Ріттенхаус). Найближчі до Шредінгера найменовані кратери — Гансвіндт та Ідельсон на його південно-західній межі, Нефедьєв на півдні, Гротріан на півночі та Ріттенхауз на заході. Вони значно менші за кратер Шредінгер.

## Загальний опис
Шредінгер — один із наймолодших великих кратерів Місяця та найкраще збережений кратер свого розміру: його мало торкалися виверження лави, викиди з інших кратерів та метеоритні удари. Це двокільцевий імпактний басейн. У нього нема центральної гірки, натомість є внутрішнє гірське кільце. Діаметр головного (зовнішнього) кільця — 320 км, а внутрішнього — близько 150 км. Висота першого — 2–5 км відносно дна, а другого — 1–2,5 км. Висота дна плавно зменшується на схід (різниця висот його країв сягає кілометра). Це стосується і валу кратера, а також місцевості довкола. Цей похил можна пояснити розташуванням цієї місцевості на схилі басейна Південний полюс — Ейткен.
Зовнішній вал кратера суцільний. З внутрішнього боку на ньому є тераси та зсуви. Внутрішнє ж кільце нерівне та переривчасте; на півдні у ньому є велика прогалина. На південному сході воно межує з великим зсувом зовнішнього валу. Дно кратера в основному рівне — вкрите застиглим розплавом порід (ймовірно, утвореним при ударі, що створив Шредінгер). Однак між кільцями кратера багато дрібних пагорбів — можливо, нерозплавлені шматки породи. Подекуди на дні трапляються грабени, що перетинають і внутрішнє гірське кільце. Один із них утворює розширення, оточене темним ореолом, — ймовірно, вулканічний кратер. Неподалік є кілька маленьких сполучених темних ділянок, що інтерпретуються як морські (залиті базальтовою лавою). Різноманіття порід, що спостерігається в кратері Шредінгер, робить його цікавим місцем для майбутніх посадок.
На дні Шредінгера трапляються дрібні кратери. Серед них є «кратери-привиди» — майже цілком залиті розплавом. Якщо цей розплав утворився від удару при появі Шредінгера, «кратери-привиди» мали встигнути накопичитися дуже швидко — можливо, їх створили тіла, викинуті при цьому ж ударі вгору. Деякі інші дрібні кратери всередині Шредінгера інтерпретують як вторинні кратери від інших великих кратерів — здебільшого Антоніаді, а також Гумбольдта, Хаузена, басейна Моря Східного та кількох інших. Такі кратери можна впізнати за витягнутою формою — наслідком низького кута падіння та малої швидкості тіл, що їх створили.
Кратер Шредінгер (окрім центральної зони) дає негативну гравітаційну аномалію.

## Викиди
Навколо Шредінгера видно сліди викидів, що розлетілися від нього в усі боки. Вони простежуються на кількасот кілометрів. Зокрема, на сході від кратера трапляються «ставки» застиглого ударного розплаву, що з'явився при його утворенні. Крім того, від нього радіально розходяться три довгі долини. Це ланцюжки злитих один з одним кратерів від падіння тіл, викинутих ударом, що створив кратер Шредінгер. На південний схід (азимут 105°) тягнеться безіменна 200-кілометрова долина, на північний захід (315°) — 315-кілометрова долина Шредінгера (лат. Vallis Schrödinger), а ще північніше (350°) — 600-кілометрова долина Планка (Vallis Planck). Яскравих променів Шредінгер не має (вони наявні лише у дуже молодих кратерів).

## Вулканізм
Кратер Шредінгер належить до небагатьох регіонів Місяця, де є ознаки нещодавньої вулканічної активності. Найпомітніша структура в цьому кратері, що інтерпретується як вулканічна, отримала назву Шредінгер G. Це западина грушоподібної форми розміром 9×5 км — розширення одного з грабенів, що перетинають дно кратера у межах його внутрішнього кільця (на південний схід від центру). Вона оточена темним ореолом діаметром 20–30 км, а поверхня навколо неї припіднята на 415 м. За спектральними властивостями вона відрізняється від інших ділянок Шредінгера, в тому числі морських. Її темний ореол інтерпретують як пірокластичні викиди, а саме залізовмісне вулканічне скло. Подібних кратерів на Місяці небагато; це один із найбільших у своєму роді.
Іншим (більш звичним) проявом вулканізму в цьому кратері є невеликі морські ділянки на півночі його внутрішньої частини.

## Вік
Концентрація менших кратерів, що накопичилися у кратері Шредінгер та на його викидах за час його існування, вказує на те, що його вік близький до віку басейну Моря Східного — близько 3,8 млрд років. Ймовірно, він дещо старший за цей басейн, оскільки у Шредінгері та на його викидах трапляються кратери, що їх інтерпретовано як вторинні кратери басейна моря. В такому випадку Шредінгер утворився в ранньоімбрійській епосі. Інший підрахунок кратерів дає для нього вік 3,92±0,02 млрд років, що відповідає нектарському періоду. Таким чином, Шредінгер належить до наймолодших великих кратерів Місяця.
Морські ділянки Шредінгера є молодшими: їх вік оцінюють у 3,2 млрд років (кінець пізньоімбрійської епохи). Ще молодшим (1–2 млрд років) є вулканічний кратер Шредінгер G.

## Сателітні кратери
Ці кратери, розташовані поряд зі Шредінгером та всередині нього, названо його ім'ям із доданням великої латинської літери.
| Шредінгер | Координати                                                  | Діаметр, км |
| --------- | ----------------------------------------------------------- | ----------- |
| B         | 68°04′ пд. ш. 141°25′ сх. д. / 68.06° пд. ш. 141.41° сх. д. | 25          |
| G         | 75°17′ пд. ш. 139°20′ сх. д. / 75.28° пд. ш. 139.33° сх. д. | 6           |
| J         | 78°20′ пд. ш. 155°23′ сх. д. / 78.34° пд. ш. 155.39° сх. д. | 16          |
| W         | 68°11′ пд. ш. 116°01′ сх. д. / 68.18° пд. ш. 116.01° сх. д. | 12          |